# Караваевская улица (Санкт-Петербург)
Карава́евская улица — улица в историческом районе Рыбацкое Невского административного района Санкт-Петербурга. Проходит от проспекта Обуховской обороны за переулок Слепушкина. Фактически является продолжением проспекта Обуховской обороны на юго-восток. Параллельна Шлиссельбургскому проспекту и железнодорожной линии.

## История
Улица получила современное название 7 июля 1993 года по другой упразднённой улице исторического района Рыбацкое (современный Караваевский переулок). До этого, с конца 1930-х годов, носила название улица Третьей Пятилетки, перед этим, с конца XIX века, называлась 3-й линией.

## Пересечения
С запада на восток (по увеличению нумерации домов) Караваевскую улицу пересекают следующие улицы:
- проспект Обуховской Обороны — примыкание;
- улица Юннатов — примыкание (фактически отсутствует);
- улица Дмитрия Устинова — пересечение;
- Прибрежная улица — пересечение;
- Скачков переулок — примыкание;
- Караваевский переулок — примыкание;
- переулок Слепушкина — пересечение;
- улица Веры Фигнер — примыкание.

## Общественный транспорт
Ближайшая к Караваевской улице станция метро — «Рыбацкое» 3-й (Невско-Василеостровской) линии (около 250 м по Прибрежной улице).
По улице проходят следующие автобусные маршруты: 
- № 53 (станция метро «Купчино» — завод железобетонных изделий № 1);
- № 97 (завод железобетонных изделий № 1 — улица Коллонтай, 47);
- № 682 (станция метро «Рыбацкое» — Никольское, Ульяновское шоссе).

Вдоль Прибрежной улицы Караваевскую улицу пересекает трамвайная линия, по которой проходят маршруты № 24 (станция метро «Рыбацкое» — Перекупной переулок) и № 27 (станция метро «Рыбацкое» — река Оккервиль).
Ближайшая железнодорожная станция — Рыбацкое (кратчайшее расстояние — около 250 м).

## Общественно значимые объекты
- детский сад № 125 — дом 2, корпус 2;
- школа № 557 — дом 6;
- детский сад № 130 — дом 10, корпус 3;
- школа № 571 с углублённым изучением английского языка — дом 10, корпус 2;
- Казанское кладбище — дом 16;
- Церковь иконы Божией Матери «Знамение» на Казанском кладбище — дом 16, литера А;
- здание религиозного объединения «Невская обитель» (у пересечения с улицей Дмитрия Устинова) — дом 16, корпус 1;
- пункт технического обслуживания «Рыбацкое» (филиал Трамвайного парка № 7) (у пересечения с улицей Дмитрия Устинова) — улица Дмитрия Устинова, дом 11;
- 45-й отдел полиции, участковый пункт полиции № 30 — дом 22, корпус 1;
- супермаркет «Перекрёсток» (у пересечения с Прибрежной улицей) — Прибрежная улица, дом 13;
- торговый комплекс «Диана» (у пересечения с Прибрежной улицей) — дом 24, корпус 1;
- торговый комплекс «Парад» (у пересечения с Прибрежной улицей) — Прибрежная улица, дом 20;
- детский сад № 70 — дом 25, корпус 2;
- детская поликлиника № 73 — дом 30;
- отделение почтовой связи № 177 Невского района — дом 31, корпус 3;
- общежитие «Рыбацкое» Университета телекоммуникаций им. проф. М. А. Бонч-Бруевича — дом 34;
- детский сад № 14 с приоритетным осуществлением деятельности по физическому развитию детей — дом 40, корпус 2;
- пожарная часть № 44 и учебный центр Федеральной противопожарной службы — дом 46 (фактически на улице Веры Фигнер).